# Sandra Drabik
Sandra Drabik (ur. 13 sierpnia 1988 w Kielcach) – polska pięściarka, olimpijka z Tokio (2021), srebrna i brązowa medalistka mistrzostw Europy, srebrna igrzysk europejskich. Ma w swoim dorobku osiem medali mistrzostw Polski (2 złote, 4 srebrne, 2 brązowe).

## Życiorys
Jest absolwentką Uniwersytetu Jana Kochanowskiego w Kielcach na kierunku fizjoterapia.  Uczęszcza na tej samej uczelni na studia podyplomowe na kierunku wychowanie fizyczne.

### Boks

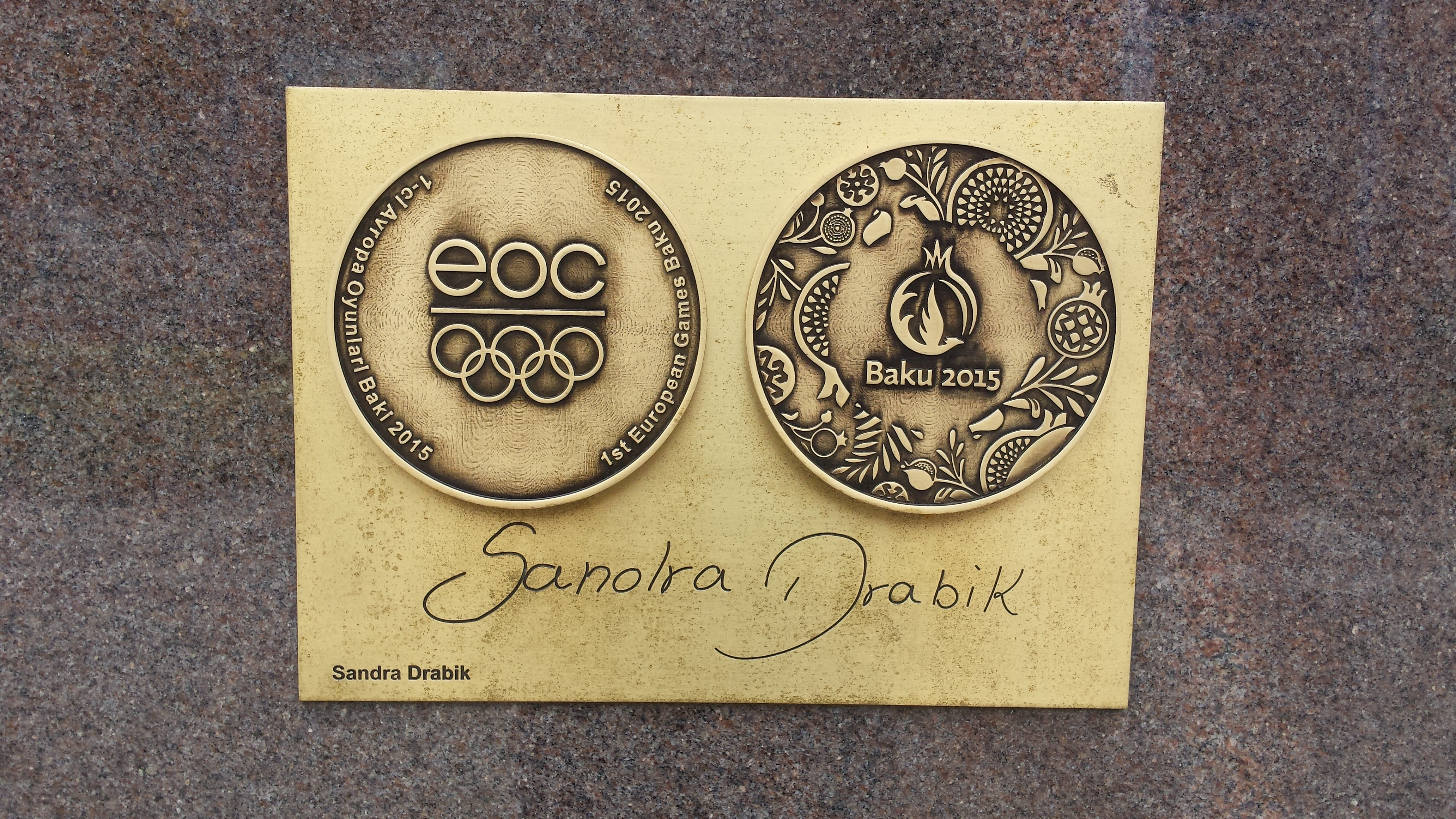
Medal igrzysk europejskich na Alei Gwiazd Sportu w Dziwnowie

W 2011 została srebrną medalistką mistrzostw Europy w wadze do 54 kg oraz mistrzostw Unii Europejskiej w tej samej wadze. Dwa lata później została brązową medalistką tych zawodów w wadze do 51 kg. Podczas mistrzostw świata w 2014 została zdyskwalifikowana z powodu nieotrzymania przez AIBA deklaracji o rezygnacji ze startów w innych sportach walki. Pierwotnie dyskwalifikacja miała trwać do 19 grudnia 2015, jednak została ona anulowana w maju 2015. Miesiąc później zdobyła srebrny medal igrzysk europejskich w wadze do 51 kg.
W 2016 odpadła w ćwierćfinale mistrzostw świata po porażce z Tajką Peamwilai Laopeam i nie zakwalifikowała się na igrzyska olimpijskie. W tym samym roku została także brązową medalistką mistrzostw Europy w wadze do 51 kg.
W grudniu 2017 podjęła decyzję o rezygnacji z występów w boksie i powrocie do kickboxingu. W kwietniu następnego roku wróciła do boksu olimpijskiego. Na mistrzostwach świata w 2018 roku w Nowym Delhi odpadła w ćwierćfinale z Kazachstanką Żajną Szekerbekową 0:5, odpadając z rywalizacji w kategorii do 51 kg.
Pięciokrotna medalistka memoriału Feliksa Stamma w wadze do 51 kg: złota z 2015 i 2016 oraz brązowa z 2012, 2013 i 2014.
Mistrzyni Polski w wadze do 51 kg z 2013 i 2016, wicemistrzyni w wadze do 54 kg z 2009 i 2011 oraz w wadze do 51 kg z 2012, a także brązowa medalistka w wadze do 51 kg z 2010 oraz 2014. W 2017 roku po wygranej walce półfinałowej mistrzostw Polski z Eweliną Wicherską doszło do bójki między zawodniczkami zakończonej złamaniem ręki Drabik, w wyniku czego musiała ona wycofać się z pojedynku finałowego i została ostatecznie wicemistrzynią kraju w wadze do 51 kg. Obie zawodniczki wzajemnie oskarżyły się o pobicie. Do treningów wróciła we wrześniu tegoż roku po półrocznej przerwie. Śledztwo w tej sprawie ustaliło, że to Drabik została zaatakowana przez rywalkę oraz jej koleżankę, trenującą MMA. Sprawa zakończyła się w listopadzie 2019 ukaraniem zawodniczki MMA grzywną w wysokości 1500 zł oraz koniecznością wypłacenia poszkodowanej 1000 zł oraz warunkowym umorzeniem sprawy rywalki Drabik, jednocześnie nakazując jej zapłacenie poszkodowanej 200 zł.
W 2019 została brązową medalistką igrzysk europejskich.

### Kickboxing
W 2008 została mistrzynią Europy WKN w wadze do 58 kg. W 2009 zdobyła mistrzostwo świata w kickboxingu w formule full contact w wadze do 52 kg. W 2010 została mistrzynią Europy w odmianie low-kick w wadze do 52 kg i wicemistrzynią kontynentu w wersji full contact w tej samej wadze. W 2012 ponownie zdobyła mistrzostwo Europy w formule full contact w tej samej wadze. W 2013 została mistrzynią świata w kickboxingu w wersji low-kick w wadze do 52 kg. Jest wielokrotną mistrzynią Polski w różnych formułach.